# Андерсон (округ, Кентуккі)
Шаблон:StateAbbr_ 38°00′ пн. ш. 84°59′ зх. д. / 38° пн. ш. 84.99° зх. д.
Округ Андерсон (англ. Anderson County) — округ (графство) у штаті Кентуккі, США. Ідентифікатор округу 21005.

## Історія
Округ утворений 1827 року.

## Демографія
За даними перепису
2000 року
загальне населення округу становило 19111 осіб, зокрема міського населення було 9904, а сільського — 9207.
Серед мешканців округу чоловіків було 9340, а жінок — 9771. В окрузі було 7320 домогосподарств, 5526 родин, які мешкали в 7752 будинках.
Середній розмір родини становив 2,99.
Віковий розподіл населення поданий у таблиці:
| Стать    | До 15 років | 15-21 | 22-29 | 30-39 | 40-49 | 50-65 | 65-85 | Понад 85 |
| -------- | ----------- | ----- | ----- | ----- | ----- | ----- | ----- | -------- |
| Чоловіки | 2200        | 778   | 954   | 1605  | 1496  | 1456  | 787   | 64       |
| Жінки    | 2142        | 733   | 1039  | 1666  | 1501  | 1469  | 1017  | 204      |

## Суміжні округи
- Франклін — північ
- Вудфорд — схід
- Мерсер — південний схід
- Вашингтон — південь
- Нелсон — південний захід
- Спенсер — захід
- Шелбі — північний захід

## Виноски
1. ↑  U.S. Decennial Census. United States Census Bureau. Архів оригіналу за 26 квітня 2015. Процитовано 11 серпня 2014.
2. ↑  Historical Census Browser. University of Virginia Library. Архів оригіналу за 11 серпня 2012. Процитовано 11 серпня 2014.
3. ↑  Population of Counties by Decennial Census: 1900 to 1990. United States Census Bureau. Архів оригіналу за 13 жовтня 2014. Процитовано 11 серпня 2014.
4. ↑  Census 2000 PHC-T-4. Ranking Tables for Counties: 1990 and 2000 (PDF). United States Census Bureau. Архів оригіналу (PDF) за 18 грудня 2014. Процитовано 11 серпня 2014.
5. ↑  State & County QuickFacts. United States Census Bureau. Архів оригіналу за 6 липня 2011. Процитовано 5 березня 2014. [Архівовано 2011-06-06 у Wayback Machine.](англ.) Наведено за англійською вікіпедією.
6. ↑  American FactFinder. Бюро перепису населення США. Архів оригіналу за 26 лютого 2012. Процитовано 31 січня 2008. [Архівовано 2008-05-21 у Wayback Machine.]

| США | Це незавершена стаття з географії США. Ви можете допомогти проєкту, виправивши або дописавши її. |